# Lac Le Moyne
Lac Le Moyne är en sjö i Kanada.   Den ligger i regionen Nord-du-Québec i provinsen Québec, i den östra delen av landet, 1 400 km norr om huvudstaden Ottawa. Lac Le Moyne ligger 184 meter över havet. Arean är 233 kvadratkilometer. 
Trakten runt Lac Le Moyne är nära nog obefolkad, med mindre än två invånare per kvadratkilometer.